# 钟毓龙
钟毓龙（1880年—1970年），字郁云，晚号庸翁，浙江杭州人，清光绪二十九年（1903年）举人举人，前杭州政协副主席，长于杭州人文历史掌故，著有《说杭州》遗稿。

## 生平
钟毓龙家住清吟巷2号，钟家曾是杭州望族，故宅在西湖南山，至钟毓龙一辈家道中落，不得已到上海讨生活。钟毓龙自幼在西泠印社创始人王禔家中私塾学习，受教于王酉书，在自己26岁那年考中举人，不久后清政府宣布废除科举，钟毓龙也就成为了清朝最后一批举人。此后，钟毓龙回到杭州教书，曾任浙江省立一中、定安中学、宗文中学和浙江女子师范学校等校教师。民国十年（1931年）开始出任宗文中学校长，此后25年间带领宗文中学定“质朴耐苦、诚实无欺”为校训，改革录取、学费、毕业制度，抗战爆发后又带领学校于民国二十六年（1937年）南迁雁荡山、民国二十九年（1940年）西迁建德，抗战胜利后学校迁回杭州，民国三十五年（1946年）辞去校长职务。1949年前曾任浙江通志馆编纂、副总纂，1949年以后致力于写《说杭州》，1960年代出任杭州政协副主席，文革爆发后书稿被毁，在生命最后三年凭记忆重写《说杭州》书稿，改革开放以后遗稿终于付梓。其子钟肇恒任教于中国美术学院。